# زبينة
زُبَيْنَة أو زبابة الهيمالايا (الاسم العلمي: Soriculus)، جنس حيوانات لبونة من فصيلة الزبابيات. توجد في الصين، بوتان،بورما، النيبال، الهند. وهو النوع الوحيد في قبيلة زباباوات العالم القديم المائية.